# Picsart
Picsart este o companie cu sediul în Miami, Florida, care dezvoltă suita de aplicații Picsart de editare foto și video. Platforma permite utilizatorilor să editeze fotografii și videoclipuri, să deseneze cu și să distribuie imaginile pe rețele sociale. Este una dintre cele mai populare aplicații din lume, cu peste 1 miliard de descărcări în 180 de țări. 

## Istoria
Aplicația Picsart a fost fondată în noiembrie 2011, de către antreprenorul armean, Hovhannes Avoyan, și programatorii armeni, Artavazd Mehrabyan și Mikayel Vardanyan.  Fondatorii săi au dezvoltat prima aplicație Picsart ca instrument de sine stătător, pentru a ajuta oamenii să editeze o imagine foto de pe telefonul lor. Mai multe capacități au fost adăugate de-a lungul timpului.  Prima aplicație PicsArt a fost lansată pe dispozitive Android . 
În ianuarie 2013, Picsart a fost lansat și în versiunea pentru iOS. La sfârșitul anului 2013, editorul foto Picsart a devenit disponibil și pentru Windows Phone. 
Până în aprilie 2015, compania a raportat 250 de milioane de descărcări pentru aplicațiile sale iOS și Android și avea 60 de milioane de utilizatori activi lunar. 
În 2016, Picsart a ajuns să aibă 75 de milioane de utilizatori activi lunar. 
În 2017, Picsart a lansat Remix Chat, un sistem de mesagerie în care utilizatorii pot partaja imagini și le pot edita împreună cu prietenii.  Compania a lansat, de asemenea, o funcție pentru a permite comunității sale să creeze și să partajeze autocolante personalizate gratuit. În același an, Picsart a anunțat că a ajuns la 90 de milioane de utilizatori activi lunar. 

În martie 2019, Picsart a ajuns la 130 de milioane de utilizatori activi lunar.  De asemenea, în 2019, compania a fost clasată de compania Sensor Tower drept cea mai mare aplicație de editare a fotografiilor și videoclipurilor în rețeaua de socializare, după Instagram, Snapchat și YouTube . 
În ianuarie 2020, compania a lansat un laborator de inteligență artificială în colaborare cu Universitatea Americană din Armenia .  Au fost angajați profesori și studenți, pentru a efectua cercetări în învățarea automată și viziunea computerizată. În iulie, Picsart a cumpărat compania de efecte video bazate pe mișcare D'efekt, fiind prima sa achiziție.  În aceeași lună, compania a raportat peste 1 miliard de descărcări de aplicații până în prezent. 
Aplicațiile includ:
- Picsart Photo & Video Editor - aplicație de editare foto și video care adaugă filtre și diferite efecte. Aplicația este gratuită și oferă achiziții de autocolante și alte elemente grafice în interiorul acesteia. [16]
- Picsart Animator - aplicație de animație care permite crearea de videoclipuri de desene animate, GIFuri și alte animații. [17]
- Picsart Color - aplicație de desen și pictură [18]
- Picsart GIF & Sticker Maker - un GIF animat și generator de stickere [11]
- SketchAI - aplicație care transformă desenele și fotografiile în artă digitală folosind inteligența artificială. [19] [20]

Aplicațiile sunt disponibile pe dispozitivele mobile cu sisteme de operare iOS, Android și Windows . 

## Operațiuni
Picsart are sediul în Miami, Florida.  Compania are birouri suplimentare în Erevan, Armenia, Beijing, Moscova, Tokyo, Los Angeles, Glasgow, Scoția și Bangalore, India.   În martie 2019, compania a raportat că 70% dintre cei 360 de angajați de atunci lucrau în inginerie și dezvoltare de produse, iar jumătate dintre acești angajați erau femei. 

## Finanțarea
În august 2021, compania a primit 195 de milioane de dolari în finanțare de risc cumulativă de la Sequoia Capital, Insight Partners și alții, ceea ce îi dă o evaluare post-bani raportată de aproximativ 1,5 miliarde de dolari.     